# SMS S 19
S 19 – niemiecki niszczyciel z okresu I wojny światowej. Siódma jednostka typu S 13. Po wojnie w składzie Reichsmarine. Sprzedany stoczni złomowej 4 lutego 1935 roku.